# Forskarskola
Forskarskola, samarbete mellan forskarstudenter på högskolor och universitet som dels syftar till att möjliggöra forskning på högskolor då dessa saknar rätt att examinera forskare och dels att samordna forskning mellan olika lärosäten.